# Koen de Kort
Koen de Kort (Gouda, 8 september 1982) is een voormalig Nederlands wielrenner, die opgroeide in het Brabantse Liempde.
Van 2002 tot en met 2004 reed hij in de opleidingsploeg van Rabobank. Hij kwam niet in aanmerking voor een plaats in het Pro-Tour team van de Rabobank en kwam na bemiddeling van Mathieu Hermans in Spanje terecht bij Liberty Seguros, de ploeg van Manolo Saiz. Van 2017 tot en met 2021 reed De Kort voor het Amerikaanse Trek-Segafredo.

## Geschiedenis
Doordat de Ronde van Frankrijk in 1996 startte in 's-Hertogenbosch raakte de toen nog 13-jarige Koen de Kort besmet met het wielervirus. In het het voorjaar van 1997 meldde hij zich op 14-jarige leeftijd samen met een vriendje aan bij de Wielervereniging Schijndel alwaar zijn wielercarrière begon. Via de nieuwelingen bij WV Schijndel stroomde hij via de Rabobank junioren formatie door naar de Rabobank Continental formatie. In zijn gehele beloftenperiode maakte hij deel uit van deze formatie. Dankzij onder meer de overwinning in 2004 in Parijs-Roubaix voor beloften (U23), eindzege in de Ronde van Vlaams Brabant en de zege samen met Thomas Dekker in de koppeltijdrit GP Eddy Merckx kreeg hij een profcontract bij de Spaanse formatie Liberty Seguros. In januari 2009 is De Kort voor de Nederlandse Skil-Shimano formatie, vanaf 2012 Team Giant-Alpecin genoemd, gaan rijden en reed hiermee in het zelfde jaar de Ronde van Frankrijk. De wedstrijd waarmee alles begon. In de 2011 nam de De Kort deel aan de Ronde van Spanje. Drie top tien-plaatsen boekte hij hier door mee te sprinten in de massasprints.
Het voorjaar van 2012 leek goed te beginnen met een goede klassering in Milaan-San Remo en een derde plaats in de klassieker Dwars door Vlaanderen, maar een val in de E3 Prijs schakelde hem voor de rest van het voorseizoen met een gebroken sleutelbeen uit. In juli van dat jaar volgde voor de tweede maal in zijn carrière de Tour de France. De Ronde van Frankrijk bracht De Kort niet datgene waarop hij had gehoopt. Kopman Marcel Kittel kampte met buikgriep en stapte na de eerste week af. De Ronde van Spanje die daarna volgde bracht wel succes. Op voorspraak van kopman John Degenkolb stond De Kort hier aan de start. Hij vormde de lead-out in de sprint voor de Duitse sprinter. Degenkolb behaalde vijf ritoverwinningen waar De Kort als teamcaptain en lead-out een aandeel in had. Een jaar later speelde De Kort een rol bij de vier etappe-overwinningen van Marcel Kittel in de Ronde van Frankrijk.
In 2016 passeerde de ploegleiding van Giant-Alpecin De Kort voor de Tour de France. Dit zou volgens De Kort te maken hebben met het feit dat hij tot die tijd nog niet zijn contract verlengd had. In augustus werd bekend dat hij samen met ploeggenoot John Degenkolb vanaf 2017 zal uit komen voor het Amerikaanse Trek-Segafredo, de ploeg waar ook De Kort zijn landgenoot Bauke Mollema deel van uitmaakt.
Op 24 juni 2021 liep hij ernstig handletsel op bij het rijden met een terreinwagen in Andorra. Drie vingers van zijn rechterhand werden geamputeerd. Hij behield zijn duim en wijsvinger. Daardoor was het NK wielrennen op 20 juni 2021 zijn laatste koers als beroepsrenner.

## Trivia
De Kort heeft een getatoeëerde tijger rechtsboven op zijn rug die samen met een soldaat op zijn rechterheup een gladiatorgevecht moet voorstellen.

## Overwinningen
2000
1e etappe Ronde van Opper-Oostenrijk, Junioren
2004
Parijs-Roubaix, Beloften
1e etappe Circuit des Mines (ploegentijdrit)
GP Eddy Merckx (met Thomas Dekker)
2005
4e etappe Ronde van de Toekomst

## Resultaten in voornaamste wedstrijden
| Jaar | Ronde van Italië | Ronde van Frankrijk | Ronde van Spanje |
| ---- | ---------------- | ------------------- | ---------------- |
| 2005 |                  |                     |                  |
| 2006 | 124e             |                     |                  |
| 2007 |                  |                     |                  |
| 2008 |                  |                     |                  |
| 2009 |                  | 111e                |                  |
| 2010 |                  |                     |                  |
| 2011 |                  |                     | 68e              |
| 2012 |                  | 103e                | 85e              |
| 2013 | 78e              | 138e                |                  |
| 2014 |                  | 92e                 | opgave           |
| 2015 |                  | 73e                 | 64e              |
| 2016 |                  |                     | 96e              |
| 2017 |                  | 70e                 | 77e              |
| 2018 |                  | 78e                 |                  |
| 2019 |                  | 125e                |                  |
| 2020 |                  |                     | 82e              |
| 2021 | 134e             |                     |                  |

| Jaar | Milaan-San Remo | Gent-Wevelgem | Ronde van Vlaanderen | Parijs-Roubaix | Amstel Gold Race | Luik-Bast.‑Luik | Ronde van Lombardije | Dwars door Vlaanderen | E3 Harelbeke |  | WK op de weg |  | Wereldranglijsten |
| ---- | --------------- | ------------- | -------------------- | -------------- | ---------------- | --------------- | -------------------- | --------------------- | ------------ |  | ------------ |  | ----------------- |
| 2005 |                 |               |                      | 24e            |                  | opgave          |                      |                       |              |  |              |  |                   |
| 2006 |                 | 24e           | 63e                  | 77e            | opgave           |                 | opgave               |                       |              |  |              |  |                   |
| 2007 |                 | 14e           | 44e                  | 51e            | 102e             |                 |                      |                       | 91e          |  |              |  |                   |
| 2008 |                 | 43e           |                      |                |                  |                 |                      |                       | opgave       |  |              |  |                   |
| 2009 |                 |               |                      | opgave         | 86e              | opgave          |                      | 12e                   | opgave       |  |              |  |                   |
| 2010 |                 | 32e           | 36e                  | opgave         | 114e             |                 |                      | 22e                   |              |  | 62e          |  |                   |
| 2011 |                 | opgave        | 100e                 | 66e            | opgave           |                 |                      | 19e                   | 30e          |  |              |  |                   |
| 2012 | 19e             |               |                      |                |                  |                 |                      | ↑                     | opgave       |  | 16e          |  |                   |
| 2013 | opgave          |               | 95e                  | opgave         | opgave           |                 |                      |                       | opgave       |  |              |  |                   |
| 2014 | 80e             | 31e           | 54e                  | 83e            | opgave           |                 |                      |                       | 95e          |  |              |  | 230e (UWT)        |
| 2015 | 69e             | opgave        | 42e                  | 31e            | opgave           |                 |                      |                       | 58e          |  |              |  |                   |
| 2016 | 44e             | 16e           | opgave               | 23e            |                  |                 |                      |                       | 68e          |  | 44e          |  |                   |
| 2017 | 72e             | 45e           | 75e                  | 29e            |                  |                 | opgave               |                       | 35e          |  | 119e         |  | 244e (UWT)        |
| 2018 | 43e             | 36e           | 42e                  | 31e            | opgave           |                 |                      | 111e                  | 33e          |  |              |  | 184e (UWT)        |
| 2019 | 110e            | opgave        | 101e                 | 49e            | opgave           |                 |                      |                       | 76e          |  |              |  |                   |
| 2020 | 98e             |               |                      |                |                  |                 | opgave               |                       |              |  |              |  |                   |
| 2021 |                 |               | 96e                  |                |                  |                 |                      | opgave                | opgave       |  |              |  |                   |

## Ploegen
- 2001 –  Rabobank GS3
- 2002 –  Rabobank GS3
- 2003 –  Rabobank GS3
- 2003 –  Rabobank (stagiair vanaf 1-9)
- 2004 –  Rabobank GS3
- 2005 –  Liberty Seguros-Würth Team
- 2006 –  Astana-Würth Team [a]
- 2007 –  Astana
- 2008 –  Astana
- 2009 –  Skil-Shimano
- 2010 –  Skil-Shimano
- 2011 –  Skil-Shimano
- 2012 –  Team Argos-Shimano [b]
- 2013 –  Team Argos-Shimano
- 2014 –  Team Giant-Shimano
- 2015 –  Team Giant-Alpecin
- 2016 –  Team Giant-Alpecin
- 2017 –  Trek-Segafredo
- 2018 –  Trek-Segafredo
- 2019 –  Trek-Segafredo
- 2020 –  Trek-Segafredo
- 2021 –  Trek-Segafredo

1. ↑  Tot eind mei heette de ploeg Liberty Seguros-Würth, maar na het wegvallen van Liberty Seguros en het aantrekken van Astana als sponsor, werd de naam meerdere malen gewijzigd.
2. ↑  Tot 30 maart heette de ploeg Project 1t4i, maar na het bekendmaken van de nieuwe sponsors werd de naam veranderd.